# Figurer i Harry Potter-universet
Dette er en liste med alle figurerne i Harry Potter, det er alle fiktive personer. Oplysningerne stammer fra J. K. Rowling's bøger om Harry Potter, hendes officielle hjemmeside Wizard of the Month samt dokumentaren J.K. Rowling...A Year in the Life fra ITV.
Figurerne er listet i alfabetisk orden efter efternavn.

## Figurer med efternavn i alfabetisk orden

### A
- Abbott, fru – Fru Abbott er mor til Hannah Abbott, dræbt af Dødsgardister.
- Abbott, Hannah – Hufflepuff elev på Harrys årgang, Neville Longbottoms kone[1] og medlem af Dumbledore's Army.
- Abercrombie, Euan – Gryffindor elev, starter på Hogwarts i Harrys 5 skoleår.
- Ackerley, Stewart – Ravenclaw elev, starter på Hogwarts i Harrys 4 skoleår.
- Aesalon, Falco – Græsk troldmand, første eksempel på en Animagus, er på et Troldmandskort.
- Agrippa, Cornelius – Fængslet af Mugglere på grund af de troede hans bøger var onde.
- Alderton – Påstået at være muggler – født, og sendt i Azkaban.
- Alderton, Archibald – Kendt for at have sprængt landsbyen, Little Dropping, i luften.
- Alderton, Arkie – Berømt kostemager .
- Aubrey, Bertram – Gik på Hogwarts i 1970'erne.
- Avery den 1. – En af de første dødsgardister.
- Avery den 2. – Slytherin elev, Severus Snapes årgang, dødsgardist.

### B
- Babbling, professor Bathsheba – Lærer i Oldtidens Runer på Hogwarts.
- Bagnold, Millicent – Minister for Magi inden Cornelius Fugde
- Bagshot, Bathilda – forfatter til bogen ”Magiens historie”
- Bagvend, Bernard – Manden bag de opkastende toiletter.
- Barbary, Heathcote – Medlem af det kendte band, De Sære Søstre.
- Barkwith, Musidora – Berømt komponist, magiske symfoni "Wizarding Suite"
- Barsk, Detlev – En af de sidste efterkommere af Slytherin.
- Barsk, Merope – Voldemorts mor
- Barsk, Morphin – Voldemorts onkel på moderens side.
- Baruffio – Opfandt Barruffio's Hjerneeliksir.
- Bashir, Ali – Handler med Flyvende Tæpper.
- Beamish, Oswald – Skrev Goblinernes rettigheder, er på Troldmandskort
- Belby, Flavius – Overlevede et Lethifold angreb i 1782
- Belby, Marcus – Ravenclaw elev og blev inviteret til Professor Schnobbenvoms selskaber
- Belcher, Humphrey – Troldmand, der lavede kedler af ost.
- Bell, Katie – Gryffindor elev en årgang over Harry
- Benson, Amy – En pige fra Romeo Gåde Detlev Jr.s børnehjem
- Besværgelsesprofessor – Lærer i Besværgelser på Hogwarts og ekspert i Book of Spells
- Binns, Cuthbert – Lærer i Magiens historie på Hogwarts
- Bishop, Dennis – En dreng fra Romeo Gåde Detlev jr..s børnehjem
- Black den 1., Arcturus – gift med Lysandra Yaxley Black, far til Cedrella, Callidora og Charis.
- Black den 2., Arcturus – søn af Sirius Black den 2 og Hester Gamp
- Black, Alphard – søn af Irma Crabbe Black og Pollux Black.
- Black, Cassiopeia – datter af Cygnus Black og Violetta Bulstrode Black.
- Black, Cygnus – søn af Phineas Nigellus Black og Ursula Flint, far til Pollux Black, Cassiopeia Black og Dorea Potter.
- Black, Cygnus – (1938 – 1992), søn af Pollux Black og Irma Crabbe Black, far til Narcissa Malfoy, Andromeda Tonks og Bellatrix Lestrange
- Black, Elladora den 1. – den første Elladora i Black-familien.
- Black, Elladora den 2. – tante til Sirius og Regulus Black.
- Black, Lycoris – søn af Sirius Black den 2 og Hester Gamp.
- Black, Lysandra – Lysandra (Yaxley) Black gift med Arcturus Black
- Black, Marius – søn af Cygnus Black og Violetta Bulstrode Black.
- Black, Orion – far til Sirius og Regulus, som vi kender fra bøgerne
- Black, Phineas – søn af Phineas Nigellus Black og Ursula Flint.
- Black, Phineas Nigellus – Slytherin elev, senere rektor for Hogwarts, far til Sirius Black den 2.,Phineas Black, Belvina Burke og Arcturus Black.
- Black, Pollux – søn af Cygnus Black og Violetta Bulstrode Black.
- Black, Regulus den 1. – søn af Sirius Black og Hester Gamp.
- Black, Regulus den 2. – Sirius Blacks lillebror, som vi kender fra bøgerne
- Black, Sirius den 1. – bror til Phineas Nigellus Black, Elladora Black og Isla Black
- Black, Sirius den 2. – søn af Phineas Nigellus Black og Ursula Flint. Han giftede sig med Hester Gamp
- Black, Sirius den 3. – Harrys gudfar
- Black, Ursula Flint – gift med Phineas Nigellus Black
- Black, Violetta Bulstrode – gift med Cygnus Black.
- Black, Walburga – mor til Sirius og Regulus, og så er hun gift med sin fætter Orion
- Blane, Balfour – troldmanden som stiftede komiteen for de eksperimentale besværgelser.
- Blenkinsop, Timothy – en af Puddlemere Uniteds supportere
- Bletchley, Miles – Slytherins Quidditch målvogter
- Bloxam, Beatrix – forfatter til børneserien The Toadstool Tales.
- Bobbin, Melinda – Hogwarts elev, medlem af Horatio Schnobbevoms "Vommeklub".
- Bode, Broderick – arbejder for Ministeriet for Magi i Mysteriedepartementet.
- Bole, Lucian – Slytherin Quidditch
- Bonaccord, Pierre – den første øverste Mugwump i den Internationale Sammenslutning af Troldmænd
- Bones, Amelia – chef for Den Magiske Efterrretningstjeneste og Susan Bones tante.
- Bones, Edgar – medlem af den originale Fønixordenen.
- Bones, Susan – Hufflepuff elev og medlem af Dumbledore's Army
- Bonham, Mungo – grundlæggeren af Skt. Mungos Hospital for Magiske Kvæstelser
- Boot, Terry – Ravenclaw elev på Harrys årgang
- Boothby, Gladys – opfandt Månetrimmeren (kost)
- Borage, Libatius – skrev bogen: Avanceret Eliksirbrygning.
- Bott, Bertie – opfinder af de fantastiske Berties Multismagsbønner
- Bragge, Barberus – formand for Troldmændenes Råd i 1262
- Brand, Rudolf – Quidditch spiller og holdkaptajn for Heidelberg Harriers
- Brankovitch III, Maximus – Søger for Fitchburg Finches
- Branstone, Eleanor – Hufflepuff elev
- Broadmoor, Karl – Verdensberømt basker, som spillede for Falmouth Falcons fra 1958 til 1969.
- Broadmoor, Kevin – Verdensberømt basker, som spillede for Falmouth Falcons fra 1958 til 1969.
- Brocklehurst, Mandy – Ravenclaw elev på Harrys årgang
- Brookstanton, Rupert ’Armsvinger’ – en temmelig kendt troldmand med initialerne R.A.B
- Brown, Lavender – Gryffindor elev på Harrys årgang
- Brætmand, Stumpe – forsanger for det populære orkester Drillenisserne
- Budge, Zygmunt – eliksirmester og ekspert i Book of Potions
- Bulstrode, Millicent – Slytherin elev samme årgang som Harry
- Bundy, K. – Hogwarts elev, mens Harry går på skolen
- Bungs, Rosalind Antigone – en temmelig kendt troldmand med initialerne R.A.B.
- Burbage, professor Charity – underviser i Mugglerstudier på Hogwarts
- Burke, Belvina Black – datter af Phineas Nigellus Black og Ursula Flint.
- Burke, Caractacus – medstifter af Borgin og Burkes
- Burke, Herbert – gift med Belvina Black,

### C
- Cadogan, Sir – ædel ridder, Portræt på Hogwarts
- Capper, S. – Hogwarts elev, som går på skolen mens Harry går der
- Carmichael, Eddie – Ravenclaw elev, en årgang over Harry
- Carrow, Alecto – Søster til Amycus Carrow, lærer i i Mugglerstudier og Dødsgardist
- Carrow, Amycus – Bror til Alecto Carrow, lærer Forsvar Mod Mørkets Kræfter og Dødsgardist
- Carrow, Flora – Søster til Hestia Carrow, medlem af Vommeklubben
- Carrow, Hestia -Søster til Flora Carrow, medlem af Vommeklubben
- Catchlove, Greta – forfatter til "Charm Your Own Cheese"
- Cattermole, Mary – gift med Reginald Cattermole
- Cattermole, Reginald – arbejder i Ministeriet for Magi
- Cauldwell, Owen – Hufflepuff elev
- Chambers – angriber på Ravenclaws Quidditchhold
- Chang, Cho – Ravenclaw elev, en årgang over Harry
- Chorley, Herbert – juniorminister i Muggler regering i Storbritannien.
- Clagg, Elfrida – Portræt af heks i Ministeriet for Magi
- Clearwater, Penelope – Ravenclaw elev, (ex)kæreste med Percy Weasley, tidligere præfekt.
- Cronk, Crispin – Berømt troldmand, sendt i Azkaban for at have sfinks i baghaven
- Cole, Fru – plejemoder fra Romeo Gåde Detlev Jr.s børnehjem
- Connolly – Basker på det irske landshold i Quidditch
- Coote, Ritchie – basker på Gryffindors quidditch
- Corner, Michael – Rawenclaw elev, på Harrys årgang
- Crabbe Sr. – far til Vincent Crabbe
- Crabbe, Vincent – Slytherin elev, på Harrys årgang
- Creevey, Colin – Gryffindor elev, samme årgang som Ginny Weasley.
- Creevey, Dennis – bror til Colin Creevey, tre årgange under harry
- Creevey, Hr. – far til Colin Creevey og hans lillebror Dennis Creevey
- Croaker – Arbejder i Mysteriedepartementet
- Crockford, Doris – En heks, der hilser på Harry første gang han træder ind i Den Utætte Kedel.
- Crumb, Gideon – Spiller sækkepibe i det kendte band, De Sære Søstre.
- Cuffe, Barnabas – Redaktør på Profettidende

### D
- Dagworth-Granger, Hector – stiftede Selskabet for Ypperlige Eliksirbryggere
- Davies, Roger – elev på Hogwarts, Ravenclaws holdkaptajn i Quidditch
- Davis, Tracey – Elev på Hogwarts på Harrys årgang,
- Dawlish, John – Auror
- de Mimsy-Porpington, Sir Nicholas – og kendt som Næsten Hovedløse Nick, og er Gryffindors husspøgelse
- Dearborn, Caradoc – medlem af den originale Fønixordenen
- Delacour, Apolline – mor til Fleur og Gabrielle Delacour
- Delacour, Fleur – Beauxbatons elev, deltager I Turnering i Magisk Trekamp og senere gift med Bill Weasley
- Delacour, Gabrielle – Beauxbatons elev og Fleur Delacours lillesøster. Spilles i filmen af Angelica Mandy.
- Delacour, Monsieur – Far til Fleur og Gabrielle Delacour
- Delaney-Podmore, Sir Patrick – formand for foreningen De Hovedløse Jægere
- Derrick, Peregrine – basker på Slytherins Quidditchhold
- Derwent, Dilys – Healer på Skt. Mungos og forstanderinde på Hogwarts fra 1741-1768.
- Detlev Jr., Romeo Gåde – Lord Voldemort som ung
- Detlev Sr., Romeo Gåde – Far til Romeo Gåde Detlev Jr.
- Deverill, Barnabas – tidligere ejer af oldestaven
- Deverill, Philbert – manager for Puddlemere United,
- Diggle, Dedalus – medlem Fønixordenen. Hilser på Harry første gang han træder ind i Den Utætte Kedel.
- Diggory, Amos – Far til Cedric Diggory
- Diggory, Cedric – Hufflepuff elev, deltager I Turnering i Magisk Trekamp
- Diggory, Fru – mor til Cedric Diggory
- Dillonsby, Ivor – vides ikke hvad han var eller er
- Dimitrov, Vasily – Angriber på det bulgarske landshold i Quidditch
- Dingle, Harold – Elev på Hogwarts
- Dippet, Armando – tidligere rektor på Hogwarts
- Dobbs, Emma –Elev på Hogwarts
- Dodderidge, Daisy – ejer af Leaky Cauldron
- Dolohov, Antonin – Dødsgardist
- Dorkins, Mary – Muggler
- Dorkins, Ragmar – manager for Chudley Kanonholdet
- Dorny, J. – Elev på Hogwarts
- Dumbledore, Aberforth – Albus Dumbledores bror
- Dumbledore, Albus – rektor på Hogwarts.
- Dumbledore, Ariana – Albus Dumbledores mystiske søster
- Dumbledore, Kendra – gift med Percival Dumbledore og mor til Albus, Aberforth og Ariana.
- Dumbledore, Percival – gift med Kendra Dumbledore og far til Albus, Aberforth og Ariana.
- Dunder, Alastor 'Skrækøje' – Auror medlem af Fønixordenen
- Dunstan, B. – elev på Hogwarts
- Dursley, Dudley – Harrys snotforkælede fætter,
- Dursley, Marjorie – Vernons søster,
- Dursley, Petunia – Lily Potters søster, Harrys tante
- Dursley, Vernon – Gift med Petunia, og Harrys onkel

### E
- Edgecombe, madam – mor til Marietta Edgecombe og arbejder ved Administrationen for Susenetværket i Afdelingen for Magisk Transport.
- Edgecombe, Marietta – Ravenclaw elev
- Egg, professor Mordicus – Skrevet bogen "Hverdagsfilosofi: Hvorfor Mugglere foretrækker uvidenhed".
- Everard, Professor – Tidligere rektor på Hogwarts, en sæddeles berømt troldmand, hvis portræt hænger på mange institutioner, bl.a. Ministeriet for Magi.

### F
- Fancourt, Perpetua – opfandt Lunaskopet
- Fawcett, S. – Ravenclaw elev samme årgang som Harry
- Fenwick, Benjy – Medlem af den originale Fønixorden
- Ferm Junior, Barty – Dødsgardist og søn af Bartemius Ferm senior
- Ferm Senior, Barty – Bartemius Ferm senior, Percy Weasleys chef, i ministeriets afdeling for Intermagiske Kooperativer og far til Barty Ferm Junior
- Ferm, Caspar – gift med Charis Black Ferm.
- Ferm, Charis Black – datter af Arcturus Black og Lysandra Yaxley Black, gift med Caspar Ferm.
- Figg, Arabella – en fuser, bor tæt på familien Dursley og barnepige for Harry
- Filch, Argus – pedel på Hogwarts
- Finch-Fletchley, fru – mor til Justin Finch-Fletchley
- Finch-Fletchley, hr. – far til Justin Finch-Fletchley
- Finch-Fletchley, Justin -Hufflepuff elev på Harrys årgang, bliver forstenet af Basilisken
- Finnigan, fru – mor til Seamus Finnigan.
- Finnigan, hr. – far til Seamus Finnigan.
- Finnigan, Seamus – Gryffindor elev på Harrys årgang
- Flamel, Nicolas – alkymist, der har samarbejdet med Dumbledore. Han er den eneste troldmand, der nogensinde har fremstillet De Vises Sten. I Harry Potter og De Vises Sten er han 665 år gammel. Han giver til sidst i bogen Dumbledore tilladelse til at destruere stenen. Nicholas Flamel er baseret på en franskmand af samme navn, der i 1300-tallet kan have fundet De Vises Sten.
- Flamel, Perenelle – gift med Nicolas Flamel. I Harry Potter og De Vises Sten er hun 658 år gammel.
- Fleet, Angus – Muggler, der var vidne til Arthur Weasleys flyvende Ford Anglia
- Fleetwood – opfinder af Fleetwoods højglansskaftepolering
- Fletcher, Mundungus – medlem af Fønixordenen
- Fletwock, Laurentia – opdrætter og hestefører af bevingede heste
- Flint, Marcus – angriber og holdkaptajn på Slytherins Quidditchhold
- Flitwick, Filius – lærer besværgelser og overhoved for Ravenclaw kollegiet.
- Flyte – partner med Barker og medstifter af kostefirmaet Flyte og Barker
- Fortescue – tidligere rektor på Hogwarts og hans portræt hænger på rektorkontoret
- Fortescue, Florean – ejer en iscafé i Diagonalstrædet.
- Fro, Galatea – lærer i Forsvar Mod Mørkets Kræfter fra 1895 til 1945
- Fubster, Colonel – Marge Dursleys nabo
- Fudge, Cornelius Oswald – Minister for Magi.

### G
- Gamp, Hesper – kone til Sirius Black den 2, den ældste af Phineas Nigellus Blacks sønner
- Gibbon – dødsgardist
- Goblinus, Cuthbert – ansat i Ministeriet for Magi som 'Chef for Nissekartellets Kontor'
- Goldstein, Anthony – Ravenclaw elev, og medlem af Dumbledores Armé. Bliver Vejleder på sit femte år.
- Golpalott – opfinderen af Golpalotts Tredje Lov
- Goshawk, Miranda – forfatter til bogen Almen indføring i besværgelser, Niveau 1 og Book of Spells
- Goyle, Gregory – Slytherin elev og Draco Malfoys ven
- Goyle, Sr. – Dødsgardist og far til Gregory Goyle
- Granger, fru – mor til Hermione Jean Granger.
- Granger, Hermione Jean – bedsteven med Harry Potter og Ron Weasley, senere gift med Ron Weasley, mor til Hugo og Rose Weasley
- Granger, hr. – far til Hermione Jean Granger
- Graves, Merton – spiller Cello i det populære band "De Sære Søstre".
- Greengrass, fru – mor til Astoria og Daphne Greengrass, gift med hr. Greengrass.
- Greengrass, hr. – far til Astoria og Daphne Greengrass, gift med fru Greengrass.
- Greengrass, Astoria – bliver gift med Draco Malfoy og er mor til deres søn, Scorpius Hyperion Malfoy. Søster til Daphne Greengrass.
- Greengrass, Daphne – Hogwarts elev, samme tid som Harry går på skolen. Søster til Astoria Greengrass.
- Gregorovitch – en dygtig tryllestavsmager
- Griffiths, Glynnis – søger for holdet Holyhead Harpies.
- Grimstone, Elias – kostemager fra Portsmouth
- Grindelwald, Gellert – kendt som Mørkets Troldmand, Albus Dumbledore,besejrede ham i en troldmandduel
- Grunnion, Alberic – en berømt troldmand, er på Troldmandskort
- Gryffindor, Godric – grundlæggeren af Gryffindor-kollegiet
- Gråryg, Fenris – varulv og Dødsgardist
- Gudgeon, Davey – elev på Hogwarts da Lupus gik der.
- Gudgeon, Gladys – trofast fan af Glitterik Smørhår.
- Guffy, Elladora – naboer med Ethelbard Mordaunt.
- Gåde, Fru – Voldemorts farmor.
- Gåde, Hr. – Voldemorts farfar

### H
- Hagrid, Rubeus – søn af Hagrid Sr og Fridwulfa, halvkæmpe, Hogwarts' nøgleforvalter og lærer i Magiske Dyrs Pasning og Pleje, medlem af Fønixordenen
- Hagrid, Sr. – far til Rubeus Hagrid
- Harkiss, Ciceron – Ambrosius Sukkerroe hans første job
- Harper – Slytherin elev, samme årgang som Ginny Weasley
- Higgs, Terence – Slytherin elev og søger på deres Quidditchhold
- Himmelflugt, Celestina – sanger – julekoncerten i troldmandsradioen
- Hitchens, Isla Black – gift med Muggleren Bob Hitchens, søster til Phineas Nigellus, Sirius Black den. 1 og Elladora Black
- Hooch, Rolanda – lærer på Hogwarts og underviser i flyvning, dommer ved quidditch-kampene
- Hookum, Daisy – forfatter til bestselleren "Mit liv som Muggler",
- Hooper, Geoffrey – Gryffindor elev
- Hopkins, Wayne – Hufflepuff elev
- Hopkirk, Mafalda – arbejder i Ministeriet for Magi
- Hornby – bror til Olivia Hornby
- Hornby, Olivia – Hogwarts elev samtidig med Hulkende Hulda
- Hufflepuff, Helga – medstifter af Hogwarts.

### I
- Imago, Inigo – forfatter til bogen Drømme Oraklet
- Inglebee, Duncan – Ravenclaw elev, og Quidditch basker
- Ivanova, Clara – Angriber på det bulgarske landshold i Quidditch

### J
- Jenkins, Joey – Basker for Chudley-Kanon-holdet
- Jewkes, Leonard – opfinder af Sølvpilen
- Jigger, Arsenius – forfatter til bogen Magiske drikke og eliksirer
- Johnson, Angelina- angriber på Gryffindor Quidditch-hold
- Jones, Gwenog – kaptajn på Quidditch-holdet, The Holyhead Harpies
- Jones, Hestia – nyt medlem af Føniksordenen
- Jordan, hr. – far til Lee Jordan
- Jordan, Lee – Gryffindor elev to årgange over Harry. Fungerer flere gange som kommentator ved skolens Quidditchkampe.
- Jorkins, Bertha – arbejder i Afdelingen for Magiske Spil og Sportsgrene, dræbt af Voldemort
- Jugson – dødsgardist

### K
- Kabang, Ernie – chaufføren i Natbussen
- Karkaroff, Igor – Rektor for Durmstrang Akademiet og tidligere dødsgardist
- Keddle, Gertie – levede i det elvteårhundrede i udkanten af Queerditch Marsh.
- Kedelbrand, professor Silvanus – underviste i Magiske Dyrs Pasning og Pleje, før Hagrid
- Keitch, Randolph – grundlagde i 1929 racer-koste firmaet, The Comet Trading Company sammen med Basil Horton
- King, R. J. H. – Gryffindor elev for lang tid siden
- Kirke, Andrew – basker på Gryffindors Quidditchhold
- Krum, Viktor – Elev på Durmstrang , deltager i turneringen i magisk trekamp og søger på det bulgarske landshold i Quidditch.

### L
- Lestrange – far til Rodolphus og Rabastan Lestrange, svigerfar til Bellatrix Black.
- Lestrange, Bellatrix – dødsgardist og gift med Rodolphus Lestrange
- Lestrange, Rabastan – En dødsgardist, bror til Rodolphus Lestrange
- Lestrange, Rodolphus – En dødsgardist, bror til Rabastan og gift med Bellatrix Lestrange
- Levski, Alexei – Angiber på det Bulgarske landshold i Quidditch
- Li, Su – Ravenclaw elev på Harry årgang
- Lochrin, Guthrie – skotsk troldmand
- Longbottom, Algie – Nevilles grandonkel
- Longbottom, Alice – Mor til Neville, gift med Frank Longbottom , Auror og medlem af den originale Fønixordenen.
- Longbottom, Augusta – Nevilles bedstemor
- Longbottom, Callidora Black – datter af Arcturus Black og Lysandra Yaxley Black, gift med Harfang Longbottom,
- Longbottom, Enid – Nevilles grandtante
- Longbottom, Frank – Far til Neville, gift med Alice Longbottom , Auror og medlem af den originale Fønixordenen.
- Longbottom, Harfang – gift med Callidora Black Longbottom.
- Longbottom, Neville – søn af Alice, og Frank Longbottom, Gift med Hannah Abbott[1]
- Lovegood, Fru. – mor til Luna Lovegood
- Lovegood, Luna – Ravenclaw elev, datter af Xenophilius Lovegood og Fru Lovegood, og medlem af Dumbledore's Army
- Lovegood, Xenophilius – redaktør på Ordkløveren, og far til Luna Lovegood
- Ludomand, hr. – far til Otto og Ludovich Ludomand
- Ludomand, Ludo – repræsentant for ministeriet skal være dommer i trekampsturneringen.
- Ludomand, Otto – bror til Ludo Ludomand
- Lupus, Remus – varulve, lærer i forsvar mod mørkets krafter, medlem af Fønixordenen, gift med Nymphadora Tonks og far til Teddy Remus Lupus
- Lupus, Teddy Remus – søn af Nymphadora Tonks og Remus Lupus
- Lynch, Aidan – Søger på det irske landshold i Quidditch.

### M
- MacBoon-klanen – boet på Isle of Drear, efter drabet på Dugald McClivert blev MacBoon'erne forvandlet til Quintapeds
- MacBoon Quintius – leder af MacBoon-klanen, dræbte lederen af McClivert-klanen Dugald McClivert som førte til at MacBoon'erne blev forvandlet til Quintapeds
- Macdonald, Magnus "Bulehoved" – ledte i 1960'erne en kampagne for at få det voldelige spil Creaothceann genindført
- Macdonald, Mary – gik på Hogwarts sammen med Lily Potter og Severus Snape, blev drillet a Mulciber
- MacDougal, Morag – Hogwarts elev samme årgang som Harry
- MacFarlan, Hamish – Kaptajn for "the Montrose Magpies" Quidditch-hold, blev leder af Afdelingen for Magiske Spil og Sportsgrene.
- MacFusty-klanen – boet på Hebriderne, indfødte drageart, den Hebridiske Sortskællede.
- Macmillan, Ernie – Hufflepuff elev
- Macmillan, Melanie – gift med Arcturus Black, og var Sirius Blacks farmor.
- MacNair, Walden – Hyret af Ministeriet for Magi til at aflive hippogriffen Stormvind. Optræder senere som Dødsgardist.
- Madam Malkin – indehaver af butikken Madam Malkin: Kapper til enhver lejlighed.
- Maddock, Alasdair – Angriber for "the Montrose Magpies" Quidditch-hold
- Madley, Laura – Hufflepuff elev
- Makkeret, professor Wilhelmina – Vikar for Hagrid i Magiske Dyrs Pasning og Pleje
- Malfoy, Abraxas – Dracos bedstefar.
- Malfoy, Draco – søn af Narcissa og Lucius Malfoy, Slytherin elev. Senere gift med Asteria Greengrass.
- Malfoy, Lucius – gift med Narcissa Malfoy, far til Draco Malfoy og Dødsgardist
- Malfoy, Narcissa – gift med Lucius Malfoy, mor til Draco Malfoy og Dødsgardist
- Marchbanks, Griselda – eksaminotor på Hogwarts og ven af familien Longbottom
- Mason, fru – muggler middagsgæst hos familien Dursley
- Mason, hr. – muggler middagsgæst hos familien Dursley
- Maxime, Olympe – Rektor for Beauxbatons Akadamiet, fransk halv kæmpe
- McClivert-klanen – efter drabet på lederen Dugald McClivert forvandlede McClivert-klanen MacBoon'erne til Quintapeds
- McClivert, Dugald – dræbt af Quintius MacBoon.
- McCormack, Catriona – kaptajn og angriber for Quidditch-holdet "the Pride of Portree".
- McCormack, Kirley – søn af Catriona McCormack og guitarist i bandet "De Sære Søstre". Kendt som Kirley Duke.
- McCormack, Meghan – datter af Catriona McCormack og spiller på Quidditch-holdet "the Pride of Portree".
- McDonald, Natalie – Gryffindor elev
- McGonagall, Minerva – Hogwarts’ viceinspektør og Gryffindors overhoved og lærer i Forvandling
- McGuffin, Jim – meteorolog på muggler-nyhederne
- McKinnon, Marlene – Medlem af den originale Fønixorden
- McLaggen, Cormac – Gryffindor elev
- Meadowes, Dorcas – Medlem af den originale Fønixorden
- Meliflua, Araminta – Walburga Blacks kusine
- Midgen, Eloise – Hogwarts elev, mens Harry gik på skolen
- Montague, Graham – Slytherin elev.
- Moon, L. – Hogwarts elev samme årgang som Harry.
- Moran – Angriber på det irske landshold i Quidditch.
- Mordaunt, Ethelbard – troldmand og nabo til Elladora Guffy.
- Morgan, Gwendolyn – anfører for Holyhead Harpies Quidditch-hold
- Morgan, Valmai – angriber for Holyhead Harpies
- Mostafa, Hassan – formand for den internationale Quidditchkomité
- Mulciber – en af de første dødsgardister
- Mulciber – dødsgardist som specialiserede sig i Imperiusforbandelsen
- Mullet – Angriber på det irske landshold i Quidditch
- Mumps, Zacharias – skrev i 1398 en beskrivelse af Quidditch, der næsten fuldkommen matcher Quidditch i dag
- Munch, Eric – arbejder i Ministeriet for Magi og inspicerer gæsters tryllestave.
- Murray, Eunice – søger for Montrose Magpies

### N
- Nidkjær, Dolora Jane – lærer i Forsvar mod Mørkets Kræfter, Seniorundersekretær for Fudge og en tid Hogwarts' Storinkvisitor
- Norris, Madam – Argus Filchs kat
- Nott, Theodore – Slytherin elev på Harrys årgang
- Nutcombe, Honoris – stifter af ”Foreningen for Reformering af Troldkællinger”.

### O
- Oakby, Idris – grundlagde Society for the Support of Squibs.
- Oblansk, Hr. – den bulgarske minister for magi.
- Ogden, Bob – Ministeriet for Magi, afdelingen for Magiske Efterretninger
- Ogden, Tiberius – medlem af Højmagiratet
- Ollerton, Barnaby – stiftede sammen med sine brødre Bob og Bill kosteselskabet Cleansweep.
- Ollerton, Bill – stiftede sammen med sine brødre Bob og Barnaby kosteselskabet Cleansweep.
- Ollerton, Bob – stiftede sammen med sine brødre Barnaby og Bill kosteselskabet Cleansweep.
- Ollerton, Gifford – Dræbte kæmpen Hengist fra Upper Barnton.
- Ollivander, Hr. – Englands bedste tryllestavsmager. Kan huske hver eneste tryllestav, han nogensinde har solgt.

### P
- Parkin, Blythe – Søger på det engelske Quidditchlandshold
- Parkin, børn – Deres far er Walter Parkin. Der er fire sønner og tre døtre
- Parkin, Walter – Skabte Wigtown Wanderers Quidditchholdet
- Parkinson, Pansy – Slytherin elev, på Harrys årgang
- Patil, hr. – far til tvillingerne Parvati og Padma
- Patil, fru – mor til tvillingerne Parvati og Padma
- Patil, Padma – Ravenclaw elev, på Harrys årgang
- Patil, Parvarti – Gryffindor elev, på Harrys årgang
- Peakes, Jimmy – basker til Gryffindors Quidditchhold
- Peasegood, Abraham – opfandt spillet, Quodpot.
- Pennifold, Daisy – opfandt Pennifold-tromleren
- Perks, Sally-Anne – Hogwarts elev, på Harrys årgang
- Pettigrew, Enid – mens Rowling lavede den tredje bog tænkte hun på om det skulle være denne Pettigrew der optrådte som Alastor Dunder i fjerde bog.
- Pettigrew, fru – mor til Peter Pettigrew
- Pettigrew, Peter – kendt som Ormehale, Dødsgardist
- Peverell, Ignotus - En af de tre brødre der skabte dødsregalierne
- Pince, madam Irma – bibliotekar på Hogwarts
- Pinkstone, Carlotta – månedens magiker på J.K.Rowling hjemmeside,i november 2005
- Pomfrey, Madam Poppy – Hogwarts’ sygeplejerske og chef for hospitalsfløjen.
- Pittiman, Radolphus – skrevet en biografi om Uric den Underlige
- Pjok, Elsie – gift med Pyllerman Pjok
- Pjok, Pyllerman – gør brug af Kviktrick – Brevkursus i magi for begyndere.
- Plumpton, Roderick – søger for det engelske Quidditchlandshold
- Po, Quong – dragespecialist og på et troldmandskort
- Podmore, Sturgis – medlem af Fønixordnen
- Polkiss, fru – mor til Perry, Dudleys bedsteven
- Polkiss, Perry – Dudleys bedsteven
- Pontner, Roddy – troldmand ved Verdensmesterskaberne i Quidditch
- Porskoff, Petrova – angriber fra Rusland, som opfandt Porskoff-taktikken.
- Potter, Charlus – gift med Dorea Black, der er Phineas Blacks barnebarn
- Potter, Dorea Black – datter af Cygnus Black og Violetta Bulstrode Black, gift med Charlus Potter
- Potter, Harry James – Seriens hovedperson, søn af James og Lily Potter, gift med Ginny Weasley og far til Lily Luna, James Sirius og Albus Severus Potter
- Potter, James – Far til Harry Potter, gift med Lily Evans Potter, medlem af den originale Fønixorden.
- Potter, Lily Evans – Mor til Harry Potter, gift med James Potter, medlem af den originale Fønixorden.
- Potter, Albus Severus – søn af Harry Potter og Ginny Weasley
- Potter, James Sirius – søn af Harry Potter og Ginny Weasley
- Potter, Lily Luna – datter af Harry Potter og Ginny Weasley
- Prewett, Gideon – medlem af den originale Fønixorden. Havde en bror der hed Fabian og en søster der hedder Molly Weasley
- Prewett, Fabian – medlem af den originale Fønixorden. Havde en bror der hed Gideon og en søster der hedder Molly Weasley
- Prewett, Ignatius – gift med Lucretia Black Prewett, onkel til Sirius og far til Molly Weasley
- Prewett, Lucretia Black – datter af Arcturus Black og Melania MacMillan Black, gift med Ignatius Prewett og mor til Molly Weasley
- Prewett, Muriel – Molly Weasleys grandtante og er 107 år gammel
- Prewett, Tessie – mormor til Molly Weasley
- Prins, Eileen – gift med Tobias Snape, og mor til Severus Snape
- Pucey, Adrian – angriber for Slytherins Quidditchhold

### Q
- Quark, Orla – Ravenclaw elev
- Quigley – Basker på det irske landshold i Quidditch.
- Quigley, Finbar – basker og anfører for Ballycastle Bats
- Quince, Hambledon – vides ikke hvad han/hun var eller er
- Quirrel, Quirinus – kendt som Professor Quirrel lærer i Forsvar mod Mørkets Kræfter

### R
- Rabnott, Modesty – Reservationen for Gyldne Lyn i Summerset er opkaldt efter hende
- Rackharrow, Urquhart – portræt af ham på Skt. Mungos Hospital for Magiske Kvæstelser
- Radford, Mnemone – månedens troldmand på Rowlings hjemmeside i februar 2007.
- Rastrick, Xavier – steppede foran et publikum på 300 mand i Painswick
- Ravenclaw, Helena – også kendt som, Den Grå Dame, er datter af Rowena Ravenclaw
- Ravenclaw, Rowena – grundlægger af Ravenclaw-kollegiet.
- Ridgebit, Harvey – drageopdrætter og han virkeliggjorde verdens største dragereservat i Rumænien
- Rivejern, Rita – rapporter på troldmandsavisen Profettidende
- Robards, Gawain – arbejder i Ministeret for Magi under Auror Hovedkvartet
- Roberts, familien – alle tilskuerne til Quidditchmesterskaberne
- Robins, Demelza – en af tre angribere til Gryffindors Quidditch
- Rookwood, Augustus – arbejdede i Ministeriet for Magi, hvorfra han videregav informationer til Voldemort
- Rosier, Druella – gift med en af Phineas Nigellus Blacks oldesønner, mor til Bellatrix Lestrange, Andromeda Tonks og Narcissa Malfoy.
- Rosier, Evan – Hogwarts elev samtidig med at Snape
- Rosmerta, Madam – ejeren af "De Tre Koste" i Hogsmeade
- Rufford, Grugwyn – medlem af Det Walisiske Spytkuglelandshold,
- Ryan, Barry – Målmand på det irske landshold i Quidditch.

### S
- Sawbridge, Almerick – berømt for at have overvundet trolden der terroriserede de overfarende af floden Wye
- Scamander, Lorcan – barn af Rolf Scamander og Luna Lovegood, tvilling til Lysander Scamander
- Scamander, Lysander – barn af Rolf Scamander og Luna Lovegood, tvilling til Lorcan Scamander
- Scamander, Newton Artemis Fido "Newt" – Rektor på Hogwarts. Mand til Porpentina Scamander, oldefar til Rolf Scamander, tip-oldefar til Lorcan og Lysander Scamander
- Scamander, Porpentina – forfatteren til Overnaturlige dyr og deres ynglesteder. Kone til Newt Scamander, oldemor til Rolf Scamander, tip-oldemor til Lorcan og Lysander Scamander.
- Scarpin – opfinderen af Scarpins Afsløringsbesværgelse.
- Schmidt, Bruno – dreng fra Tyskland.
- Schmidt, Hr. – ejer af en sammenklappelig kedel som hans søn, Bruno, engang dræbte en erkling med
- Schnobbevom, Horatio – afløser Severus Snape som ny Eliksirlærer
- Scrimgeour, Brutus – forfatter til bogen "Baskerens Bibel".
- Scrimgeour, Rufus – overtager posten som Minister for Magi, efter Cornelius Fudge
- Shingleton, Gaspard – opfinder af selrøringskedlen
- Sinistra, professor Aurora – underviser i Astronomi på Hogwarts
- Sjækelbolt, Kingo – Auror og medlem af Fønixordenen
- Skanderberg, -Essa – Hendes navn står indgraveret i væg-panelet i Professor Trelawneys Spådom-klasseværelse.
- Skræddersjæl, Wilbert – forfatter til bogen Magisk forsvarsteori
- Slemmer, Malcolm – Slytherin elev
- Sloper, Jack – basker for Gryffindors Quidditchhold
- Slytherin, Salazar – var med til at stifte Hogwarts
- Smethley, Veronica – skrev fanbreve til Glitterik Smørhår
- Smethwyck, Elliot – opfinderen af Polstrebesværgelsen
- Smith, Hepzibah – var i besiddelse af klenodier fra både Helga Hufflepuff og Salazar Slytherin
- Smith, hr. – far til Zacharias Smith
- Smith, Zacharias – Hufflepuff elev på Harrys årgang. Medlem af DA og angriber på Hufflepuffs Quidditchhold.
- Smythe, Georgina – fra Tilden Toots' radioprogram
- Smørhår, Glitterik – Lærer i Forsvar mod Mørkets Kræfter
- Snape, Severus – søn af Tobias Snape og Eileen Prins, og Eliksir lærer
- Snape, Tobias – gift med Eileen Prins og far til Severus Snape
- Spinnet, Alicia – Hogwarts elev, to årgange over Harry
- Spire, Pomona – lærer i botanik og overhoved for kollegiet Hufflepuff.
- Spore, Phyllida – skrevet bogen Tusind magiske urter og svampe
- Stabajs, Stan – konduktør på natbussen
- Stalk, Blenheim – forfatter til bogen "Mugglere Der Opdager",
- Stebbins – Elev på Hogwarts samme tid som Røverne der skabte Røverkortet.
- Stebbins – Hufflepuff elev
- Stimpson, Patricia – gik på Hogwarts fra år 1989 til 1996.
- Stroulger, Edgar – opfandt luskometeret
- Strout, Miriam – ledende healer, på Skt. Mongus
- Stubbs, Billy – Muggler, der boede på det samme børnehjem som Voldemort
- Summerbee, Felix – opfinder af Jublebesværgelsen.
- Summerby – Hufflepuff elev
- Sweeting, Havelock – ekspert i Enhjørninger.
- Switch, Emeric – forfatter til bogen Begyndervejledning i forvandling
- Sykes, Jocunda – berømt for at være den første, der fløj over Atlanten på en kost

### T
- Thicknesse, Pius – overtager posten som Minister for Magi, efter Rufus Scrimgeour, men er underkastet Imperiusforbandelsen
- Thomas, Dean – Gryffindor elev samme årgang som Harry. Udviser talent for at tegne da han dekorerer et banner med Gryffindors løve til Harrys første Quidditchkamp.
- Thruston, Orsino – var trommeslager for det populære band "De Sære Søstre".
- Timms, Agatha – ejer en ålefarm, som hun satte en halvpart af på højkant i et væddemål ved Verdensmesterskaberne i Quidditch
- Tofty, Professor – eksaminator i blandt andet Besværgelser og Forsvar Mod Mørkets Kræfter
- Tonks, Andromeda Black – datter af Cygnus Black og Druella Rosier Black, gift med Ted Tonks, mor til Nymphadora Tonks
- Tonks, Nymphadora – datter af Andromeda og Ted Tonks, gift med Remus Lupus og mor til Teddy Remus Lupus
- Tonks, Ted – Mugglerfødt troldmand gift med Andromeda Tonks og far til Nymphadora Tonks
- Toothill, Alberta – en berømt hekse-dualist på troldmandskort.
- Toots, Tilden – troldmandsradioen, hvor han kører et show kaldet "Toots' Shoots 'n' Roots",
- Towler, Kenneth – Hogwarts elev
- Trelawney, Cassandra – Sybill Trelawneys tipoldemor. Cassandra var en meget berømt, anset og yderst begavet Seer.
- Trelawney, Sybill – lærer i Spådom.
- Tremlett, Donaghan – medlem i det populære band "De Sære Søstre".
- Trimble, Quintin – forfatter til bogen Mørkets Kræfter; en håndbog i selvforsvar, senere rektor på Hogwarts.
- Turpin, Lisa – Ravenclaw elev, samme årgang som Harry
- Tvefase, Wilkie – Spektral Transferans-instruktør fra Ministeriet for Magi
- Tusnelda, madam Z. – heks fra Topsham, der gør brug af Kviktrick – Brevkursus i magi for begyndere.
- Twiddle, Mallory – brev til Profettidende og klagede over at Gringotts bruger Sfinkser til at holde vagt i deres kældre
- Twonk, Norvel – at redde et Mugglerbarn fra en løssluppen Manticore, er på Troldmandskort
- Tykke Abbed, Den – er Hufflepuffs husspøgelse.

### U
- Umfraville, Quintius – forfatter til "The Noble Sport of Warlocks"
- Urquhart – Slytherin elev på Hogwarts.

### V
- Vablatsky, Cassandra – berømt Seer og forfatter til "Afslør Fremtiden",
- Vaisey – søger på Slytherins Quidditch-hold
- Vance, Emmeline – medlem af den originale Fønixordenen
- Vane, Romilda – Elev på Hogwarts og samme årgang som Ginny Weasley og forelsket i Harry
- Vektor, professor Septima – Lærer i Talmagi på Hogwarts
- Viridian, Vindictus – forfatter til bogen Forbandelser og mod-besværgelser
- Voldemort, Lord – som ung Romeo Gåde Detlev Jr. – Mørkes Herre siden Grindelwald og Harry Potters modstander
- Volkov, Ivan – Basker på det bulgarske Quidditch-hold
- Vulchanov, Pyotr – Basker på det bulgarske Quidditch-hold

### W
- Wadcock, Joscelind – angriber for Puddlemere United.
- Waffling, Adalbert – berømt teoretiker og er forfatter til bogen Magisk teori
- Wagstaff, Ærlige Willy – anklaget af Ministeriet for i Diagonalstræde at sælge defekte tryllestave og bundløse kedler
- Wagtail, Myron – Forsanger i bandet "De Sære Søstre".
- Warrington, C. – angriber på Slytherins Quidditchhold
- Watkins, Fabius – kaptajn og angriber for Montrose Magpies
- Weasley, Angelina Johnson – Gryffindor elev, gift med George Weasley og mor til Fred og Roxanne Weasley
- Weasley, Arthur – Gift med Molly Weasley Far til Bill, Charlie, Percy, Fred, George, Ronald og Ginny Weasley.
- Weasley, Audrey – gift med Percy Weasley
- Weasley, Bill – søn af Arthur og Molly Weasley, gift med Fleur Delacour, far til Victoire, Dominique og Louis Weasley
- Weasley, Cedrella Black – gift med Septimus Weasley
- Weasley, Charlie – søn af Arthur og Molly Weasley,
- Weasley, Dominique – datter af Bill Weasley og Fleur Delacour. Er 1/8 Wilie
- Weasley, Fred – søn af Arthur og Molly Weasley og Georges tvillingebror
- Weasley, Fred – søn af George Weasley og Angelina Johnson
- Weasley, George – søn af Arthur og Molly Weasley og Freds tvillingebror, gift med Angelina Johnson , far til Fred og Roxanne
- Weasley, Ginny – datter af søn af Arthur og Molly Weasley, mor til Albus Severus, James, and Lily Potter og gift med Harry Potter
- Weasley, Hugo – søn af Ron Weasley og Hermione Granger
- Weasley, Louis – søn af Bill Weasley og Fleur Delacour. Er 1/8 Wilie. Første mandlige Wilie.
- Weasley, Lucy – datter af Percy og Audrey Weasley
- Weasley, Molly – datter af Percy og Audrey Weasley
- Weasley, Molly Prewett – Mor til Bill, Charlie, Percy, Fred, George, Ron og Ginny, gift med Arthur Weasley
- Weasley, Percy – søn af Arthur og Molly Weasley, gift med Audrey Weasley, far til Molly og Lucy Weasley
- Weasley, Ronald Bilius – kendt som Ron, søn af Arthur og Molly Weasley, gift med Hermione Granger og far til Hugo og Rose Weasley
- Weasley, Rose – datter af Ron Weasley og Hermione Granger
- Weasley, Roxanne – datter af George Weasley og Angelina Johnson
- Weasley, Septimus – gift med Cedrella Black Weasley og han er Arthur Weasleys far.
- Weasley, Victoire – datter af Bill Weasley og Fleur Delacour. Er 1/8 Wilie.
- Wellbeloved, Dorcas – stifter af Foreningen for Udkørte Hekse.
- Wenlock, Bridget – berømte talmagiker
- Wespurt, Nigel – Elev af Huset Gryffindor.
- Whisp, Kennilworthy – forfattet bøgerne "Quidditch gennem tiderne", "De mirakuløse Wigtown Wanderers", "Han fløj som en galning" og "Bekæmp Smasherne – et studie i defensive strategier i Quidditch".
- Wiggleswade, Dempster – journalist for Profettidende
- Wigworthy, Wilhelm – forfatter til Dagligliv og social adfærd hos de britiske mugglere
- Wildsmith, Ignatia – opfinder af susepulveret
- Williamson – Auror
- Willis, Heliotrope – stifter af foreningen Troldes Rettigheder.
- Wimple, Gilbert – sider i Komitéen for Eksperimentale Besværgelser.
- Wintringham, Herman – spiller lut i det populære troldmandsband De Sære Søstre
- Wood, fru – Mor til Oliver Wood
- Wood, hr. – Far til Oliver Wood
- Wood, Oliver – Gryffindor elev 4 år ældre end Harry, målmand og holdkaptajn på Gryffindors Quidditch-hold
- Worple, Eldred – forfatter til Blodbrødre: Mit Liv blandt Vampyrerne
- Wright, Bowman – manden bag det Gyldne Lyn.
- Wronski, Josef – søger for de Grodziske Trolde.

### Y
- Yen, Dzou – kendt alkymist, på Troldmandskort
- Youdle, Cyprian – Quidditchdommer.

### Z
- Zabini, Blaise – Slytherin elev, på Harrys årgang
- Zabini, fru – Mor til Zabini Blaise
- Zamojski, Ladislaw – Polens stjerneangriber i Quidditch
- Zeller, Rose – Hufflepuff elev, 4 år under Harry
- Zograf, Lev – Målmand på det bulgarske landshold i Quidditch

## Figurer uden eller med ukendt efternavn i alfabetisk orden

### A
- Agnes – Patient i Janus Thickey-afdelingen, Skt. Mongus
- Alguff den Forfærdelige – kendt i hele nisseverdenen for at prøve at sælge sin sved på flaske til en Stinkbombe-fabrikant
- Andros Den Uovervindelige – Det siges at han var den eneste kendte troldmand, der kunne lave en Kæmpe-Patronus.
- Aragog – Acromantulaen er en kødædende kæmpeedderkop, bor i Den Forbudte Skov
- Archie – En gammel troldmand, som var med til det firehundredeogtoogtyvende Quidditch Verdensmesterskab
- Arnold – Arnold er en Pygmæpuffel, tilhører Ginny Weasley

### B
- Barnabas den Rablende – en bevægende gobelin, som hænger på syvende sal.
- Basil – en troldmand som arbejder i Ministeriet for Magi
- Benedict, broder – en franciskanermunk fra Worcestershire
- Bob – arbejder for Ministeriet for Magi i 'Afdelingen for Overvågning af Magiske Væsner, herunder Divisionerne for Dyr, Skabninger og Ånder; Kontoret for Nissesamarbejde og Bureauet for Information om Skadedyrsudryddelse'.
- Bogrod – en goblin der var ansat i troldmandsbanken Gringotts.
- Boniface, broder – en franciskanermunk fra Worcestershire.
- Borgin – medstifter af Borgin og Burkes i Tusmørkegyden
- Bozo – fotograf for Profettidende
- Bradley – angriber for Ravenclaws Quidditchhold

### C
- Cecilia – Kæreste med Romeo Gåde Detlev Sr.,inden Merope gav ham kærligheds-Eliksir
- Circe – Græsk heks, kendt for at forhekse sømænd om til svin
- Cliodne – en kendt druidepræstinde, er på troldmandskort.

### D
- Damocles – vides ikke hvad han/hun var eller er
- Den Blodige Baron – husspøgelse for kollegiet Slytherin
- Den Fede Dame – portræt der skjuler indgangen til Gryffindor-tårnet
- Den Fede Munk – husspøgelse for kollegiet Hufflepuff
- Den Grumme – stor sort hund, et varsel
- Den Grå Dame – husspøgelse for kollegiet Ravenclaw, Datter af Rowena Rawenclaw.
- Den Hvide Dame – spøgelse på Hogwarts
- Dennis – dreng fra Dudleys slæng
- Derek – Elev på Hogwarts
- Dobby – Husalf som tilhørte familien Malfoy, og som Harry hjælp med at blive fri, Dobby fik arbejde på Hogwarts
- Dodgy” Dirk – Muggler
- Dot – Muggler fra Little Hangleton

### E
- Errol – Familien Weasleys ugle.

### F
- Fingal den Frygtløse – Aingingein-mester.
- Firenze – Kentaur som bor i den forbudte skov
- Florence – Elev på Hogwarts, på samme tid som Bertha Jorkins
- Fluffy – Tre hovedet hund som tilhører Hagrid
- Fridwulfa – Mor til halv-kæmperne Rubeus Hagrid og Graup
- Fæle, Herpo den – den første person, man var bekendt med, der havde skabt en Basilisk og en Horcrux.

### G
- Gordon – dreng fra Dudleys slæng.
- Griphook – nisse der arbejder i troldmandsbanken Gringotts.
- Grisling – Rons ugle, som han får efter Scabbers.
- Gunhilda af Gorsemoor – kendt for at have udviklet en kur mod dragepest, en statue opført af hende på Hogwarts.
- Gwenog – Tidlig kvindelig Quidditchspiller.

### H
- Hedvig – Harrys ugle.
- Hepzibah - Familie med Helga Hufflepuff og ejer af mange værdifulde klenodier. Herre over husalfen Hokey.
- Hovedløse Jægere, De – medlemmer af Det Hovedløse Jagtselskab, en eksklusiv klub for hovedløse spøgelser.
- Hulkende Hulda – spøgelse på pigetoilettet.
- Hippogriffer – Magiske væsner, halvt hest halvt ørn.
- Hornoria – Dumbledore-søskendes tante.

### K
- Kevin – Dreng som var med til VM i Quidditch 1994, stjal sin fars tryllestav for at bygge en snegl.
- Kevins far – Troldmand som kom med til VM i Quidditch 1994, hans søn stjal hans tryllestav.
- Kevin's mor – Heks som var med til VM i Quidditch 1994.
- Kræ – Husalf som tilhørte familien Black, og som Harry arvede.
- Kræ's mor – Husalf som kom op på væggen som tidligere Black-husalfer.

### L
- Leanne – Katie Bells veninde.

### M
- Maeve, Dronning – trænede unge hekse og troldmænd, før de skulle starte på Hogwarts
- Malecrit – skuespilsforfatter – ”Hélas, Je me suis Transfiguré les Pieds” (”Alas, I’ve Transfigured My Feet”)
- Malcolm – dreng fra Dudleys slæng
- Magorian – Kentaur som bor i den forbudte skov
- Mosag – Aragogs kone

### N
- Nagini – En af Lord Voldemorts horcuxer, Lord Voldemorts slange.
- Norbert/Norberta – Drage som tilhørte Rubeus Hagrid.

### O
- Odo – Efter Hagrid og Schnobbevom havde drukket, sang de den sørgelige sang om Odo
- Ogg – Ogg var Hogwarts' Nøglebærer før Hagrid

### P
- Paracelsus – fandt ud af, at små doser af bestemte gifte kan helbrede nogle sygdomme, er på Troldmandskort
- Peeves – Hogwarts poltergeist
- Prudence – søster til Modesty Rabnott
- Ptolomæus – er på Troldmandskort
- Poliakoff – elev fra Durmstrang.

### R
- Radulf – bor i Yorkshire og var Grovsmed.
- Rosier – dødsgardist og gik på Hogwarts med Voldemort
- Runcorn – Arbejder i Ministeriet.

### S
- Sanguini – en vampyr.
- Savage – Auror.
- Scabbers – Ron Weasleys rotte, også kendt som Peter Pettigrew.
- Skævben – Hermione Grangers kat.
- Spudmore – fabrikanten Spudmore har, sammen med Ellerby, udviklet racerkosten Tinderblast i 1940.
- Stoltenfuss – Auror.
- Stormvind – Hippogriff.

### T
- Tatting – medejer af Twilform og Laps, en troldmands-tøjbutik.
- Travers – Dødsgardist
- Trevor – Neville Longbottoms tudse.
- Troy – Angriber på det irske landshold i Quidditch
- Trofast – Hagrids hund.
- Twilform – medejer a Twilform og Laps, en troldmands-tøjbutik.

### U
- Ugga – basker for et Yorkshire-quiddithhold
- Uric den Underlige – Lærer i Magiens Historie for førsteårselever

### V
- Violet – Veninde med Den Fede Dame

### W
- Wendelin den Sære – kastede en flammefrysnings-besværgelse over sig selv.
- Winky – Husalf som tilhørte familien Ferm, Winky fik arbejde på Hogwarts

### X
- Xenophilius Lovegood

### Y
- Yvonne – Veninde til Petunia Dursley
- Yaxley – Dødsgardist.